# Delta III (raketa)
Delta III byla americká nosná raketa. První start se uskutečnil v roce 1998 a skončil 80 sekund po startu explozí. Po tomto neúspěchu raketa odstartovala ještě 2krát. Nejprve raketa odstartovala úspěšně, ale další start se stal koncem tohoto typu rakety.

## Popis rakety
První stupeň měl jeden raketový motor RS-27A. Spaloval kapalný kyslík a RP-1. Na stupni bylo zavěšeno 9 návěsných motorů GEM-46 na tuhé palivo. Druhý stupeň měl jeden motor RL-10B na kapalný vodík a kyslík. Aerodynamický kryt měl průměr 4 metry. Ve srovnání s Deltou II se projekt dočkal konce 2 roky po prvním startu. Raketa letěla jen třikrát, přičemž se jen poslední start zdařil. Je nutno poznamenat, že Delta II létala 29 let (první start roku 1989), což je ve srovnání s Deltou III velký úspěch. V dnešní době zaujímá místo Delty III Delta IV a Atlas V.